# Fleurac, Charente
Fleurac är en kommun i departementet Charente i regionen Nouvelle-Aquitaine i västra Frankrike. Kommunen ligger  i kantonen Jarnac som ligger i arrondissementet Cognac. År 2022 hade Fleurac 220 invånare.

## Befolkningsutveckling
Antalet invånare i kommunen Fleurac
Referens:INSEE